# Elect the Dead
Az Elect the Dead a System of a Down együttes énekesének, Serj Tankiannak az első szólólemeze.

## Számok listája
1. Empty Walls – 3:50
2. The Unthinking Majority – 3:49
3. Money – 3:54
4. Feed Us – 4:32
5. Saving Us – 4:41
6. Sky is Over – 2:57
7. Baby – 3:31
8. Honking Antelope – 3:51
9. Lie Lie Lie – 3:33
10. Praise the Lord and Pass the Ammunition – 4:24
11. Beethoven's Cunt – 3:13
12. Elect the Dead – 2:55

## Közreműködő zenészek
- Ani Maldjian – vokál
- Antonio Pontarelli – hegedű
- Bryan Mantia – dobok
- Dan Monti – gitárok, basszusgitár
- Serj Tankian – zongora, billentyű, dobok, gitárok, basszusgitár, vokál
- Larry LaLonde – gitárok
- John Dolmayan – dobok